# Diadegma fulvipalpe
Diadegma fulvipalpe là một loài tò vò trong họ Ichneumonidae.